# Hans Peter Brandl-Bredenbeck
Hans Peter Brandl-Bredenbeck (* 1959) ist ein deutscher Sportwissenschaftler und Hochschullehrer.

## Leben
Brandl-Bredenbeck studierte Sport und Französisch und bestand 1992 das Staatsexamen. Von 1992 bis 1997 war er wissenschaftlicher Mitarbeiter am Institut für Sportwissenschaft der Freien Universität Berlin und zwischen 1997 und 2006 an der Universität Paderborn. 1999 erlangte er im Fach Sportwissenschaft die Doktorwürde, das Thema seiner Dissertation lautete „Sportkultur und jugendliches Körperkapital – eine kulturvergleichende Untersuchung am Beispiel Deutschlands und der USA“.
Von 2006 bis 2008 hatte Brandl-Bredenbeck an der Deutschen Sporthochschule Köln eine Professorenstelle für „Bewegung, Spiel und Sport in Kindheit und Jugend“ inne. Zwischen 2008 und 2011 war er an der Uni Paderborn Professor für „Sport und Erziehung“. Ende Dezember 2011 trat Brandl-Bredenbeck an der Universität Augsburg eine Professorenstelle für Sportpädagogik an.
Zu seinen Forschungsschwerpunkten gehören Kinder- und Jugendsport, Schulsport, Sportvereine und Gesundheitsaspekte von Studenten.
Brandl-Bredenbeck schied zum 1. April 2024 aus dem Dienst an der Universität Augsburg.